# Isaiah Austin
Isaiah Charles Austin (Fresno, 25 ottobre 1993) è un ex cestista statunitense.

## Biografia
Cieco all'occhio destro dall'età di 12 anni, in seguito ad un impatto con una palla da baseball per il quale ha subito il distaccamento della retina, è affetto dalla sindrome di Marfan, che lo ha portato ad un temporaneo ritiro dalla pallacanestro durato oltre due anni.

## Palmarès
- Campione NIT (2013)